# Вир (приток Сожа)
Вир (укр. Вир; в низовье Старый Сож) — левый приток Сож, протекающий по Репкинскому району (Черниговская область, Украина).

## География
Длина — 30 км.
Русло сильно-извилистое и в природном состоянии только в нижнем течении. Междуречье Вира и Сожа с множеством стариц и проток. Большая часть русла реки выпрямлено в канал (канализировано) шириной 16 м и глубиной 2,5 м (в верхнем течении соответственно 8 м и 1,0-1,3 м). Пойма занята лугами и заболоченными участками, очагами примыкает лес (доминирование сосны). Река служит водоприемником осушительных систем. В пойме и долине Вира созданы значительные по площади осушительные системы. Системы верховья Вира соединяется каналом (в урочище Переходное, восточнее села Пилипча) с осушительной системой на болоте Южный Замглай в верховье реки Замглай.
Берёт начало в районе урочищ Сенокос и Переходное на болоте Северный Замглай, которое является частью болотной системы Замглай, что севернее пгт Репки (Репкинский район). Согласно изданию «Чернігівщина: Енциклопедичний довідник», река берёт начало с озера Замглай. По данным топографической карты M-36-2-B 1943 года, река начиналась на болотном массиве между сёлами Выр и Чудовка, а магистральный канал (часть современной реки) севернее села Пилипча отсутствовал
Река течёт на северо-запад. Впадает в Сож непосредственно севернее села Сусловка (Репкинский район) у государственной границы Украины с Беларусью. При впадении в Сож, по Старому Сожу проходит государственная граница.
Притоки: Сухой Вир.

## Населённые пункты на реке (от истока к устью)
Репкинский район
1. Пилипча
2. Выр
3. Лизунова Рудня
4. Познопалы
5. Плехтиевка
6. Сусловка